# فضل الفضل
فضل حسن الفضل (1865 – 1935)، سياسي ونائب لبناني سابق، من عائلة (آل صعب) التي لعبت دورا مهما في تاريخ جبل عامل، ومن أحفاد الزعيم حيدر الفارس الصعبي الذي تزعّم بلاد الشقيف في القرن الثامن عشر. توفي في العام 1935 ميلادي. وهو والد النائب بهيج فضل الفضل.

## ولادته ونشأته
ولد في العام 1865 ميلادي في مدينة النبطية في الجنوب اللبناني، وتلقى تعليمه في مدارس صيدا، ثم انصرف إلى إدارة أملاكه الواسعة. 
عُرف عنه ولعه باقتناء الخيول الاصيلة وكان لديه منها نحو 50 رأسا.
كما عُرف عنه قربه من السلطات الانتداب الفرنسية في لبنان.

## في السياسة
تولى مناصب عديدة في زمن الإنتداب الفرنسي ومنها:
- انتخب نائبا عن الجنوب في المجلس التمثيلي الأول دورة العام (1922 - 1925) ميلادي
- تم تعيينه عضوا في مجلس الشيوخ من العام 1926 – 1927
- وبعد إلغاء مجلس الشيوخ ودمجه بمجلس النواب أصبح فضل الفضل عضوا معيّنا في المجلس النيابي اللبناني الأول من خلال قربه للفرنسيين، وذلك من العام 1927 إلى العام 1929 ميلادي.
- عضو المجلس النيابي الثاني من العام 1929 إلى العام 1932 ميلادي.
- كذلك انتخب عضوا في المجلس النيابي الثالث في العام 1934 ميلادي، ولكنه توفي في العام التالي ولم يكمل ولايته فخلفه ولده بهيج الفضل.

في اثناء نيابته شارك باعمال لجنة الصحة والمعارف، ولجنة المالية، ولجنة الإدارة والعدل، كما انتخب أمينا للسر في هيئة مكتب المجلس النيابي اللبناني.
ترأس جلسة انتخاب الرئيس عام 1934 ميلادي باعتباره الأكبر سنا بين النواب آنذاك.

## اسرته
تأهل من السيدة عزيزة شبيب وله منها: بهيج وحسن وبهيجة.

## وفاته
توفي في 17 كانون الثاني (يناير) عام 1935 ميلادي، ووري الثرى في مدينته النبطية.